# Джоуи Темпест
Джоуи Темпест (имя, при рождении, Рольф Магнус Йоаким Ларссон, родился 19 августа 1963 года) — шведский певец, вокалист, ритм-гитарист и автор песен шведской хард-рок группы, Europe. Он написал такие хиты, как «The Final Countdown», «Rock the Night» и «Superstitious».

## Ранняя жизнь
Как и многие участники группы Europe, он вырос в пригороде Стокгольма Уппландс Весби. Его большими кумирами были Thin Lizzy и Led Zeppelin. В юности, он играл в таких группах, как Made in Hong Kong и Roxanne. В это время он поочередно играл на ритм-гитаре и бас-гитаре в дополнение к вокалу. В 1979 году создал группу Force, вместе с гитаристом Джоном Норумом, барабанщиком Тони Рено и басистом Питером Олссоном. 3 года спустя, Force изменила своё название на Europe и выиграла конкурс национальных талантов Rock-SM, наградой за который стал контракт с Hot Records.

## Карьера
Прежде чем стать музыкантом, Йоаким Ларссон учился играть на фортепиано и гитаре. Также, он играл в футбол, хоккей и принимал участие в соревнованиях по картингу. Он пришёл четвёртым на Junior Cart Race, во время участия в шведском чемпионате. Затем он играл в таких группах, как Jet, Blazer, Made In Hong Kong и Roxanne. В 1979 году Йоаким встретил Джона Норума, вместе с которым создал группу Force, быстро начавшую набирать популярность среди молодежи. В 1982 году они переименовали название группы на Europe и выиграли музыкальный конкурс Rock-SM. Первым призом была запись альбома. В период с 1983 по 1991 год Europe выпустила 5 альбомов, вместе с Джоуи Темпестом, как певцом, участником группы и автором песен.
В течение нескольких лет работы с Europe, Джоуи пишет многочисленные международные хиты. «The Final Countdown» имел самый большой успех, Он превысил график продаж в 26 странах и разошёлся общим тиражом в 8 миллионов. Этот хит был исполнен на окончании церемонии Олимпийских игр, стал музыкальной темой празднования нового тысячелетия. В настоящее время является телефонной мелодией, на многих мобильных телефонах по всему миру. В марте 1992 года Europe закончила свой последний тур в Портсмуте и перестала выступать вместе до Нового 1999 Года.

### Сольная карьера
В 1995 с выпуска альбома A Place to Call Home, происходит сольный дебют Темпеста. По словам Джоуи, это «альбом, в котором он является единственным певцом и автором песен». Альбом, спродюсированный Дэном Санкдистом, был записан в Стокгольме и Лондоне, в сотрудничестве со шведскими музыкантами. Также в записи одного из треков принял участие гитарист Джон Норум, бывший коллега Джоуи по группе Europe. Несмотря на это, и сам Темпест исполняет несколько песен на гитаре. A Place to Call Home стал платиновым в Швеции и это было большим успехом на международном уровне. 4 песни с альбома стали синглами — это «A Place to Call Home», «Under the Influence», «We Come Alive» и «Don’t Go Changing On Me».
В том же году, позднее, Джоуи начал свой первый европейский тур в качестве сольного исполнителя. В следующем году, он был номинирован на Грэмми, как «Лучший шведский артист».
Следующий альбом, Azalea Place, был выпущен в 1997.
Последующий сольный альбом был записан в Нэшвилле, под продюсерством Ричарда Додда, известного по работе с Travelling Wilburys и Томом Перри. Новый альбом был записан уже с новыми музыкантами, среди которых были Крис Диффорд из Squeeze и Уилл Дженнингс. «Альбом Azalea Place в основном записывался в студии, а следовательно, он был более импровизированным и экспериментальным", — комментировал Темпест свою новую работу «The Match», «The One In The Glass» и «If I’d Only Known» были выпущены как синглы. «The Match» стала одной из самых популярных песен на шведском радио и вскоре альбом получил золотой статус. В следующем году, Темпест принял участие в Mike Batt’s Philarmania, вместе с The Royal Philharmonic Orchestra, в качестве поддержки. Он выступал с Брюсом Спрингстином, исполняя песню «Born to Run».
Осенью 2002 года, Джоуи выпустил свой третий сольный альбом, Joey Tempest. Альбом продюсировала группа DeadMono, состоящая из Малкольма Пардона и Фредерика Ринмана. Эта команда также работала с Eskobar, Lisa Miskovsky и Stakka Bo. Также участие в записи альбома приняли Крис Диффорд, бывший участник группы Europe Мик Микаэли, и гитарист Адам Лампрелл. Первая сессия состоялась в Konk Studios, в старой лондонской студии The Kinks, где Джоуи застрял с английскими музыкантами, игравшими с Massive Attack. На этой сессии были созданы «Magnificent», «Kill for a Girl Like You» (B-сторона 1-го сингла «Forgiven») и «Sometimes». Работа продолжилась в Стокгольме, в этот раз уже со шведскими музыкантами, включая Мика Микаэли. «Superhuman» был создан на этой сессии. Затем, Темпест продолжил работу с Адамом Лампреллом во временной студии в Лондоне. В настоящее время Темпест коммутирует между Лондоном и Дублином.

### Музыкант
Темпест играл на клавишах на первых двух альбомах Europe до того, как группа решила нанять клавишника Мика Микаэли в апреле 1984.

После Джем-сейшена в 1985, Микаэли и Темпест написали балладу «Carrie». В том же году, позднее, Темпест написал саундтрек к шведскому фильму On the Loose, так же, как и песню «Give A Helping Hand» на благо проекта Swedish Metal Aid. Песня была написана с будущим участником Europe-Ки Марселло. В 1986 Темпест написал и спродюсировал альбом One of a Kind для Тони Норум, младшей сестры Джона Норума. Темпест также сотрудничал с Джоном Норумом, записывая сингл «We Will Be Strong» с альбома Норума Face the Truth в 1992. Это было первое сотрудничество Норума и Темпеста после того, как в ноябре 1986 года Норум покинул Europe.
После, в 1992 году, Europe решила сделать перерыв. Темпест выпустил 3 сольных альбома. Песня «Right to Respect» с первого альбома, A Place to Call Home была записана с Джоном Норумом, в качестве специального гостя. Мик Микаэли стал соавтором нескольких песен с 3 альбома Темпеста- Joey Tempest. В 2004 в свет выходит новый альбом Europe, Start from the Dark, в котором приняли участие классический состав группы, вместе с Джоном Норумом. Следующая работа, Secret Society, была выпущена в 2006, и Last Look at Eden в 2009.

## Личная жизнь
Сейчас Темпест вместе со своей женой Лизой и сыновьями Джеймсом и Джеком живёт в Лондоне.

## Дискография

### Сольные альбомы
- A Place to Call Home (1995)
- Azalea Place (1997)
- Joey Tempest (2002)